# Entführt – Die Abenteuer des David Balfour
Entführt – Die Abenteuer des David Balfour (Originaltitel: Kidnapped) ist ein US-amerikanischer Abenteuerfilm von Robert Stevenson aus dem Jahr 1960 nach dem Roman Entführt oder Die Abenteuer des David Balfour von Robert Louis Stevenson.

## Handlung
Im Schottland Mitte des 18. Jahrhunderts geht der junge Waise David Balfour nach dem Tod seines Vates zu seinem Onkel Ebenezer Balfour in das heruntergekommene House of Shaws, um sein Erbe anzutreten. Ebenezer empfängt ihn äußerst mürrisch und versucht gleich, sich seines Neffens bei einem geplanten Unfall zu entledigen, um das Erbe seines verstorbenen Bruders für sich zu behalten. Am nächsten Tag lockt Ebenezer David auf ein Schiff im Hafen, dessen Kapitän Hoseason er bestochen hat, David gegen seinen Willen auf dem auslaufenden Schiff mitzunehmen. Vom Schiffsjungen erfährt David, dass er in eine amerikanische Strafkolonie in Virginia verkauft werden soll.
Bei dichtem Neben kollidiert das Schiff mit einem kleinen Boot mit Alan Breck Stewart an Bord, der sich auf das Schiff retten kann und für seine Überfahrt bezahlen will. Der Kapitän plant jedoch, ihn umzubringen und um sein ganzes Geld zu bringen. Mithilfe einiger Waffen gelingt es Alan und David jedoch, die Mannschaft zu überwältigen. Der Kapitän wird gezwungen, das Schiff zurück nach Schottland zu steuern. Bei einem Sturm vor der Küste wird David über Bord gespült, kann sich aber alleine an Land retten.
Nach einigen Abenteuern, bei denen David wieder mit Alan Breck zusammentrifft, gelangen die zwei zurück in Davids Heimatort, wo sie zusammen mit dem Rechtsanwalt Mr. Rankeillor einen Plan aushecken, Ebenezer Balfour auszutricksen und David zu seinem rechtmäßigen Erbe zu bringen.

## Hintergrund
- Der Film basiert auf dem Roman Entführt von Robert Louis Stevenson.
- Peter O’Toole (Lawrence von Arabien) ist nach kleineren Fernsehauftritten hier in seiner ersten Filmrolle zu sehen.
- Trotz Namensgleichheit ist keine Verwandtschaft zwischen dem Regisseur und dem Buchautor bekannt.
- Der Film wurde im Deutschen Fernsehen erstmals am 28. Februar 1981 gezeigt.[1]

## Deutsche Fassung
| Rolle               | Darsteller      | Synchronsprecher   |
| ------------------- | --------------- | ------------------ |
| David Balfour       | James MacArthur | Ulrich Matthes     |
| Allan Breck Stewart | Peter Finch     | Christian Rode     |
| Captain Hoseason    | Bernard Lee     | Klaus Sonnenschein |
| Ebenezer Balfour    | John Laurie     | Klaus Miedel       |
| Robin MacGregor     | Peter O’Toole   | Ulli Kinalzik      |